# Naqādah
Naqādah är en fornlämning i Egypten.   Den ligger i guvernementet Qena, i den centrala delen av landet, 500 km söder om huvudstaden Kairo. Naqādah ligger 87 meter över havet.
Terrängen runt Naqādah är platt åt sydost, men åt nordväst är den kuperad. Runt Naqādah är det mycket tätbefolkat, med 2 103 invånare per kvadratkilometer. Närmaste större samhälle är Kousa, 6,4 km öster om Naqādah. Trakten runt Naqādah består till största delen av jordbruksmark.